# عنكبوت مائي
رتيلاء الماء أو عنكبوت الجرس الغاطس أو غَمِيْسَة أو عنكبوت الماء (الاسم العلمي: Argyroneta aquatica) هو النوع الوحيد من العناكب المعروف أنه يعيش تحت الماء تقريبًا، ويعيش في الماء العذب أو ماء البرك وتقضي حياتها كلها في الماء ولا تصعد الي السطح الا بهدف تنفس الهواء بواسطة فقاعات يمسك بها بواسطة الشعيرات الموجودة على بطنه وساقيه.
من المعروف أن ،العناكب،من الحشرات التي تتسم بتنوع أنواعها وكثرة ألوانها وقدرتها علي التأقلم مع أي بيئة تعيش فيها وتغزل بنفسها بيتها على هيئة شكل هندسي غاية في الجمال والروعة عن طريق الغدد التي توجد في مؤخرة بطن العنكبوت ويبدأ عدد هذه الغدد من سبعة غدد ليصل في بعض الأنواع الأخرى إلى 600 غدة تفرز خطوط حريرية يستخدمها في صيد فرائسه وبناء منزله. وهو يقوم ببناء بيوته من طراز غريب جدا تحت سطح الماء وقد يمتلك الفرد الواحد منها أكثر من منزل يكون احدهم للصيف والاخر،للشتاء،وهذه العناكب لاتختلف في المظهر عن غيرها من العناكب غير ان لها 8عيون وتفتقر لنقاظ الزخرفة التي تتمتع بها الانواع الاخري
الاغرب من ذلك هو ان خيمة الانثي تكون قريبه من خيمة الذكر فاذا بلغ الذكر النضوج الجنسي فانه يقوم بعمل ممر يربط بين الخيمتين ويبطنه جيدا بحيث يمنع تسرب الهواء وحينما يختلط هواء الخيمتين تنتشر روائح جنسيه وقد يحدث بين الجنسين غزل أو مناوشات تنتهي بالتزوج.
أما عن النوع الذي سوف نتحدث عنه الآن هو نوع العنكبوتالمائي ويمكن أن نفهم من هذا المنطلق إنه عنكبوت يعيش في الماء، وهو يعيش في المياه العذبة فقط ولا يخرج منها إلا بنية الصيد.
و يوجد من هذه العناكب الكثير من الأنواع التي تعيش في المياه ولها صفات خاصة بها ومن أهم هذه العناكب هو العنكبوت DOLOMEDES SIXPUNCATA الذي يتميز بوجود 6 نقاط سوداء في مقدمة رأسه و لونه الرمادي والنقطتين البيضاء علي جانبي جسمه.
وتتغلب العناكب المائيه علي مشكلة الحصول علي الهواء كما يلي ففي البداية يصعد العنكبوت للاعلي مندفعا نحو سطح الماء ونتيجة اندفاعه يختلط سطح الماء المتحرك مع الهواء الجوي الملامس له ومن هذه القطرات المائيه المنتشره في الهواء يصطاد فقاعتين احدهما ياخذها تحت صدره ملامسه لفتحاته اتنفسيه ياخذ منها متطلباته في التنفس والاخري بين قدميه حتي يبقي فتره أطول تحت الماء ويتوجه بالفقاعة الموجدة بين قدميه الي خيمته فيطلقها فيها ويعود للسطح لينتشل فقاعات اخري يظل يطلقها في الخيمة والتي تشبه جرس مقفول فتحته لاسفل الي ان تمتلا الخيمة بالهواء وهذه الخيمة تكفيه اسابيع يعيش فيها علي ماجلبه من هوا
أما النوع الأخر فهو AGRYRONETA الذي يتميز بصفات غريبة حيث يبني بيته تحت سطح الماء ويتنفس الأكسجين،عن طريق اندفاعه بسرعه فوق سطح الماء فيأخذ فقاعتين من الهواء واحدة يأخذها في صدرة ليأخذ احتياجاته من الهواء والأخري يأخذه بين أقدامه ليغطس بها تحت الماء ويضعها في منزله.

## وصلات خارجية
- Water spider pictures نسخة محفوظة 15 سبتمبر 2008 على موقع واي باك مشين. on Arkive.org
- "Water Spider". eb.archive.org. مؤرشف من الأصل في 2009-11-01. اطلع عليه بتاريخ 2014-01-25.
- Diving bell spiders use bubble webs 'like gills'